# Train des poissons
Train des poissons是巴黎藍帶廚藝學校創辦人亨利-保羅·佩拉普拉特的創意，目的在鼓勵法國民眾多享用魚類料理。

## 歷史沿革
1930年亨利-保羅·佩拉普拉特想要推廣魚類料理，特別說服法國國家鐵路安排用魚列車，火車走巴黎－馬賽鐵路，總行駛長度為862公里，可以欣賞沿途的風光以外，還能享用魚類料理，是當時候非常豪華的火車美食旅行。